# روبن ستابس
روبن ستابس بالإنجليزية: Robin Stubbs)‏ هو لاعب كرة قدم بريطاني في مركز الهجوم، ولد في 22 أبريل 1941 في Quinton, Birmingham ‏ في المملكة المتحدة. لعب مع برمنغهام سيتي ونادي بريستول روفيرز ونادي توركي يونايتد.